# فلورا باين ويتني
فلورا باين ويتني (بالإنجليزية: Flora Payne Whitney) هي فاعلة خير أمريكية، ولدت في 27 يوليو 1897 في نيويورك في الولايات المتحدة، وتوفيت في 18 يوليو 1986 في غلين كوف في الولايات المتحدة.